# デビッドソン補正
デビッドソン補正（デビッドソンほせい、英: Davidson correction）とは打ち切られた配置間相互作用法においてしばしば用いられるエネルギー補正である。エルンスト・デビッドソンが導入した。
限られた項数の配置間相互作用展開の結果から完全な配置間相互作用エネルギーを推定することができる。より正確に言えば、4次までの励起項を含む配置間相互作用 (CISDTQ) エネルギーを2次までの配置間相互作用法 (CISD) のエネルギーから推定する。次の式を用いる。
{\displaystyle \Delta E_{Q}=(1-a_{0}^{2})(E_{\rm {CISD}}-E_{\rm {HF}}),\ }
{\displaystyle E_{\rm {CISDTQ}}\approx E_{\rm {CISD}}+\Delta E_{Q},\ }
ここで、a0 は CISD 展開時のハートリー＝フォック波動関数の係数であり、ECISD および EHF はそれぞれ CISD 波動関数およびハートリー＝フォック波動関数のエネルギー、ΔEQ は ECISDTQ, すなわち CISDTQ 波動関数のエネルギーを推定するための補正である。この近似式は摂動理論による解析に基いている。したがって、デビッドソン補正を含む CISD 計算は頻繁に CISD(Q) と表記される。

## 応用
デビッドソン補正は計算コストの低さから非常に普及している。この補正は電子相関のエネルギー寄与を改良する。打ち切られた CI 法に存在する大きさについての無矛盾性と示量性の問題は軽減されるもののやはり残る。小さい分子においては、補正されたエネルギーの精度は結合クラスター理論による計算と同程度である。
デビッドソン補正は波動関数に関する情報を与えない。したがって、双極子モーメントや密度分布、振電相互作用などの波動関数から計算される物理量を補正することはできない。デビッドソン補正の解析的勾配は一般的な量子化学計算プログラムには実装されていない。
他の摂動法と同様、デビッドソン補正は CISD による電子構造が、ハートリー＝フォック参照波動関数と大きく異なる場合には信頼性がなくなる。{\displaystyle a_{0}^{2}} が 1 に近くない場合、この補正は無効である。このような状況は多参照的特性が顕著な場合や CISD を用いて参照状態と異なる状態、例えば励起状態やスピン多重度の異なる状態を計算した場合に生じる。

## 大きさについての無矛盾性および示量性の問題
デビッドソン補正は、CISD エネルギーに存在する大きさについての無矛盾性と示量性の問題を軽減する。 そのため、デビッドソン補正をサイズ無矛盾性補正やサイズ示量性補正と呼ぶことも多い。
しかし、デビッドソン補正もデビッドソン補正を含むエネルギーも大きさについての無矛盾性および示量性を持たない。特に大きな分子については4電子励起以上の寄与が大きくなり問題が顕著となる。

## 多参照 CISD に対する補正
MR-CISD エネルギーに対しても、多参照デビッドソン補正やポープル補正などの類似した補正が存在する。これらの補正法により励起状態エネルギーを補正することができる。